# ديفيد ستيرن (سياسي)
ديفيد ستيرن (بالعبرية: דוד שטרן‏) هو مدير وسياسي إسرائيلي، ولد في 29 مارس 1910 في سووالكي في بولندا، وتوفي في 13 فبراير 2003. حزبياً، نشط في ليكود. وقد انتخب الرئيس التنفيذي وانتخب عضو الكنيست ‏ (18 يونيو 1979 – 20 يوليو 1981).